# Portrait de Cosme l'Ancien
Le Portrait de Cosme l'Ancien – en italien Ritratto di Cosimo il Vecchio – est un tableau réalisé par le peintre italien Pontormo en 1519-1520. De format vertical, cette huile sur panneau est un portrait à mi-corps de Cosme de Médicis assis, vêtu de rouge devant un fond sombre. Disparu depuis plus d'un demi-siècle, l'homme d'État y figure sous son profil gauche, comme sur la médaille de laquelle l'artiste a dû s'inspirer pour ses traits. Les mains jointes, il se tient à proximité d'un rameau de laurier qui évoque la croisance de la maison de Médicis, qu'il établit comme la famille régnant sur Florence. L'œuvre est conservée dans cette ville de Toscane, à la galerie des Offices.